# Reprezentacja Nevis w piłce nożnej mężczyzn
Reprezentacja Nevis w piłce nożnej – zespół piłkarski, reprezentujący karaibską wyspę Nevis (część państwa Saint Kitts i Nevis). Drużyna nie należy do FIFA ani CONCACAF.

## Mecze międzynarodowe
| 29 czerwca 2003 | Nevis | 1:4 | Anguilla | Anguilla |
|                 |       |     |          |          |

| 2 listopada 1999 | Nevis | 0:2 | Brytyjskie Wyspy Dziewicze | Brytyjskie Wyspy Dziewicze |
|                  |       |     |                            |                            |

| 1 listopada 1999 | Nevis | 2:2 | Brytyjskie Wyspy Dziewicze | Brytyjskie Wyspy Dziewicze |
|                  |       |     |                            |                            |

| 15 listopada 1997 | Nevis | 1:6 | Saint Kitts | Saint Kitts |
|                   |       |     |             |             |

| 10 listopada 1996 | Nevis | 2:0 | Montserrat | Nevis |
|                   |       |     |            |       |